# CODE46
『CODE46』（コード46、原題: Code 46）は、2004年製作のイギリスのSF映画。

## あらすじ
近未来、人々は滞在許可証であるパペルがないと都市間の移動ができなくなっていた。調査官のウィリアムは、パペル偽造事件を追っているうちに、パペルの審査・発行を行うスフィンクス社の社員であるマリアと恋に落ちる。しかし、マリアには秘密があり、それは同一の遺伝子を持つ者同士による生殖を禁じた法・コード46に抵触することを意味していた。

## キャスト
※（）は日本語吹き替え
- ウィリアム・ゲルド - ティム・ロビンス（大塚芳忠）
- マリア・ゴンザレス - サマンサ・モートン（本田貴子）
- シルヴィー - ジャンヌ・バリバール
- ドライバー - 伊川東吾
- スフィンクスの受付嬢 - ナタリー・メンドーサ
- ベンダー - ナビール・エロウハビ
- バックランド - オム・プリ（稲葉実）
- 病院の受付 - ニーナ・ワディア
- 医師 - エッシー・デイヴィス
- ジム - （田中理恵）
- ナビル - （前野智昭）
- デミアン - （安齋龍太）